# Bläckpenna

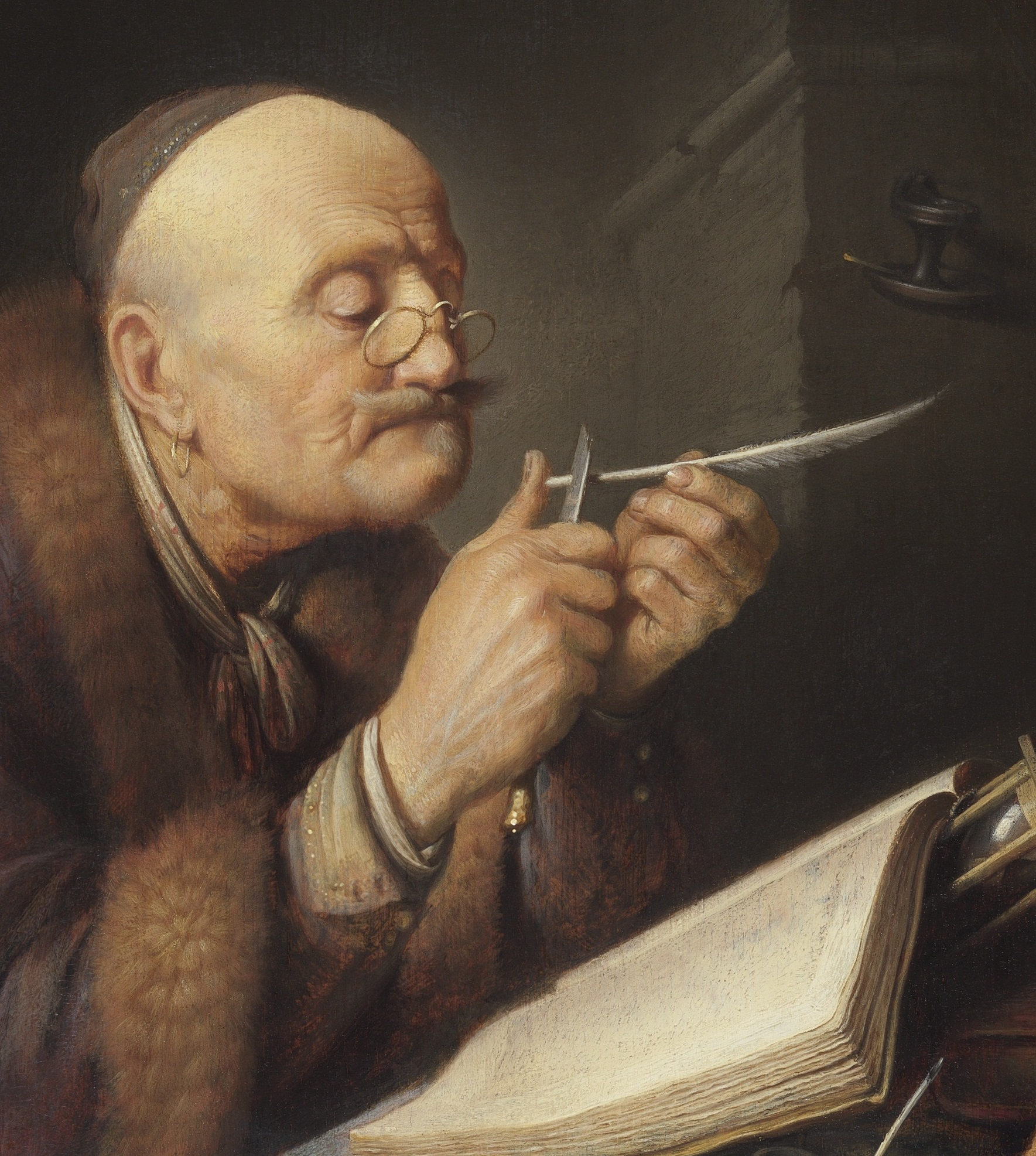
Målning av Gerrit Dou, från 1630–1635, av man som skär till en fjäderpenna.

En bläckpenna är ett skrivdon avsett för bläck, till skillnad från exempelvis blyertspenna eller griffel.
Den första egentliga bläckpennan var fjäderpennan gjord av en vingpenna från en fågel. Ofta nyttjades gåsfjädrar, så kallade gåspennor, men även andra större fåglars vingpennor användes, exempelvis från svan och korp. Bäst lämpar sig fjäderpennor som fågeln själv tappat genom ruggning. Hos gåsen är det de fyra till fem yttersta vingpennorna som duger. De yttersta är kortare och hårdare och lämpar sig sämre medan de följande två handpennorna är bäst. Resterande handpennor är breda och korta och går inte att använda till pennor. För att fungera som fjäderpenna härdas vingpennan genom att stickas i het sand eller aska, eller också lägger man dem över en koleld. Detta gör inte bara pennan fastare utan mjukar också upp den hinna som sitter om pennan, och som sedan kan dras av med baksidan av en kniv. Efter detta formas och putsas pennan och spetsen. En bra fjäderpenna är klar och genomskinlig och märgen i den är lös och kan skakas fram och tillbaka. En fjäderpenna doppas i bläck när man ska skriva med den. Fjäderpennor började användas redan under 300-talet.

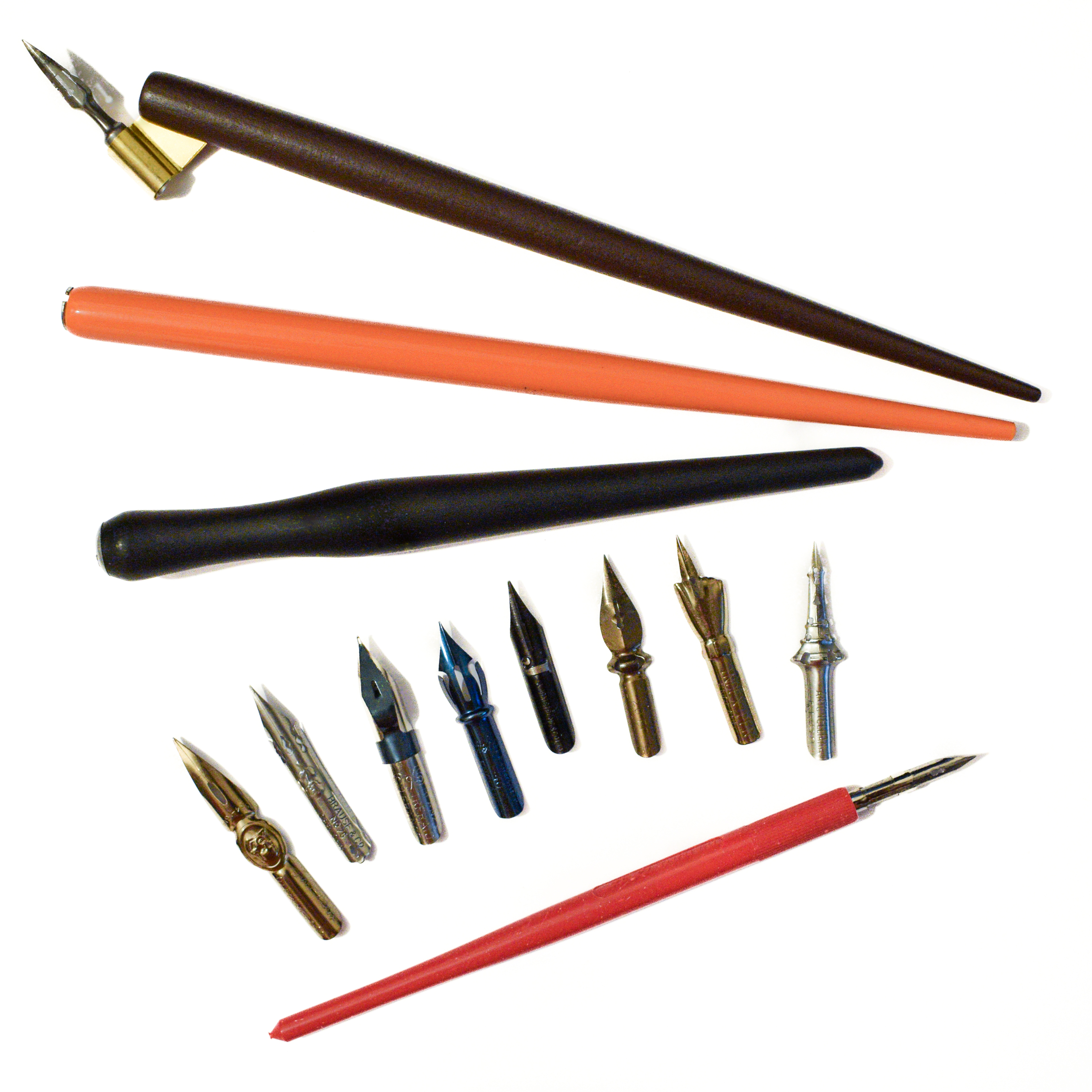
Pennskaft och stålpennor.

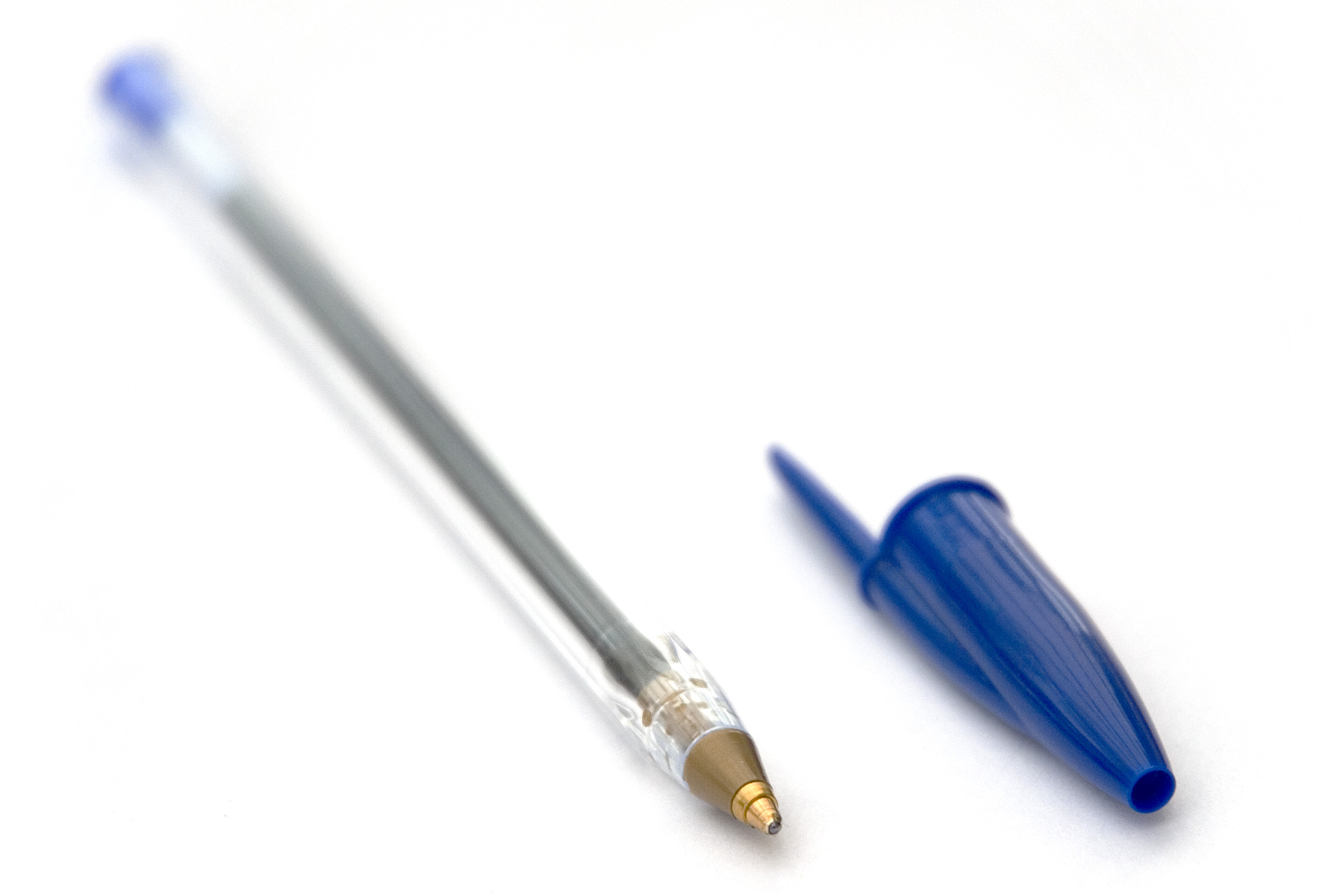
Kulspetspenna av märket Bic.

Fjäderpennan ersattes under mitten av 1800-talet av stålpennan vars stift är gjort av en tunn stålplåt, cirka tre centimeter lång. Detta stift sätts fast i ett pennskaft, vanligtvis gjort av trä. Benämningen stålpenna kan syfta på såväl stiftet, som på hela pennan med stift. Bläcket förvaras i ett bläckhorn.
Stålpennan började tas ur bruk under 1930-talet då den ersattes av reservoarpennan och senare under 1950-talet av kulspetspennan. Stålpennor och även i mindre utsträckning fjäderpenna, används emellertid fortfarande för kalligrafi och andra konstnärliga ändamål.
Ordet "bläckpenna" kan enligt SAOB beläggas i svenska språket sedan 1917. Dock har det förekommit tidigare. Exempelvis skriver Norrlandsposten i augusti 1882 att det tog "den stylografiska bläckpennan" fyra år för att komma från USA till Sverige:
| ”                             | Såsom ett exempel på denna långsamhet må anföras, att den stylografiska bläckpenna, som innehåller dagsbehovet af bläck i sitt eget skaft och som i förra veckan intågade i Gefle i Nordinska bokhandeln, är patenterad i Amerika redan 29 januari 1878 och förbättrad 24 maj 1881. Alltså mer än 4 år på vägen öfver Atlanten. | „ |
| – Norrlandsposten, 1882-08-09 | |   |